# Ljubimec lady Chatterley
Lady Chatterley's Lover je angleški roman, ki ga je napisal D. H. Lawrence. Prva izdaja je bila natisnjena v Firencah v Italiji, medtem ko v Združenem kraljestvu niso dovolili tiska do leta 1960. Knjiga je kar hitro postala razvpita zaradi same vsebine, ki podrobno opisuje fizično razmerje med moškim iz delavskega razreda ter žensko, ki je pripadala aristokratskemu sloju. Tedaj je bilo v Združenem kraljestvu prepovedano odprto opisovanje spolnih odnosov in uporaba seksističnih besed, ki sploh niso smele biti natisnjene.
Zgodba naj bi izvirala iz doživljajev pisateljevega nesrečnega vsakdanjega življenja, navdih je vzel iz mest Eastwood in Nottinghamshire, kjer je živel nekaj časa. Glede na mnenje kritikov je romanca med Lady Ottoline Morrel s »Tigrom«, mladim gradbenikom, ki je podstavljal podstavke za njene vrtne kipe, tudi vplivala na zgodbo v romanu. Lawrence je sprva želel nasloviti roman »Tenderness« in med samim pisanjem je velikokrat spreminjal in dodajal odstavke. Roman je bil natisnjen in izdan v treh različnih verzijah. 

## Predstavitev vsebine
Zgodba govori o mladi poročeni ženski Constance in njenem bogatem možu Cliffordu, ki je postal paraliziran zaradi poškodbe v vojni in ostal impotenten. Costancina seksualna nezadovoljenost jo vodi v afero z njunim delavcem, lovskim čuvajem Oliverjem Mellorsem. Tema romana je Constancino sprevidenje, da ne more živeti samo psihično in biti fizično mrtev, pomembno je čutiti.

## Osebe
Lady Chatterley, Oliver Mellors, Clifford Chatterley, Mrs. Bolton, Michaelis, Hilda Reid, Sir Malcolm Reid, Tommy Dukes, Duncan Forbes, Bertha Coutts